# Diplocentrum
Diplocentrum là một chi thực vật có hoa trong họ, Orchidaceae.